# پائول رابینسون (بازیکن فوتبال، زاده ۱۹۸۲)
پائول رابینسون (انگلیسی: Paul Robinson؛ زادهٔ ۷ ژانویهٔ ۱۹۸۲) بازیکن فوتبال اهل انگلستان است.
از باشگاه‌هایی که در آن بازی کرده‌است می‌توان به باشگاه فوتبال تورکی یونایتد، باشگاه فوتبال میلوال، باشگاه فوتبال پورتسموث، و باشگاه فوتبال پورتسموث، و باشگاه فوتبال ای‌اف‌سی ویمبلدون اشاره کرد.